# Vaux-lès-Mouzon
 Vaux-lès-Mouzon  là một xã ở tỉnh Ardennes, thuộc vùng Grand Est ở phía bắc nước Pháp.